# Контрада Прочиза Векија 1 (Авелино)
Контрада Прочиза Векија 1 је насеље у Италији у округу Авелино, региону Кампанија.
Према процени из 2011. у насељу је живело 23 становника. Насеље се налази на надморској висини од 620 м.